# 2006 videójátékai

## A feltüntetett dátum
A dátumoknál az európai, illetve magyarországi megjelenést tüntetjük fel (ha különbözik az európaitól). Ennek hiányában az USA-beli, vagy a világpremier dátumát adjuk meg.
Több platformra megjelenő játék esetén a PC-s dátum van megadva, illetve ha a dátumok jelentősen eltérnek, akkor azok külön sorban szerepelnek.
A dátumok forrása a játékok kiadóinak hivatalos honlapja, és a "forrás"-ban megadott helyek.

## Eddigi megjelenések
- február 14. – Empire Earth II: The Art of Supremacy (PC)
- február 18. – Star Wars: Empire at War (PC)
- február 21. – EverQuest II: Kingdom of Sky (PC)
- február 21. – Sonic Riders (GC, PS2, Xbox)
- február 24. – TOCA Race Driver 3 (PC, PS2, Xbox)
- február 27. – Galactic Civilizations II: Dread Lords (PC)
- február 28. – Dungeons & Dragons Online: Stormreach (PC)
- március 2. – The Lord of the Rings: The Battle for Middle-earth II (PC)
- március 2. – The Sims 2: Open for Business (PC)
- március 15. – Battlefield 2: Euro Force (PC)
- március 16. – Final Fantasy XII (Japán) (PS2)
- március 20. – Metroid Prime Hunters (DS)
- március 20. – Tetris DS (DS)
- március 20. – The Elder Scrolls IV: Oblivion (PC, Xbox 360)
- március 21. – The Godfather (PC, PS2, Xbox)
- március 28. – Kingdom Hearts II (PS2)
- március 30. – Bad Day L.A. (PC)
- március 31. – Animal Crossing: Wild World (Nintendo DS)
- április 5. – Metroid Prime Hunters (Nintendo DS)
- április 5. – Pro Libertate (PC)
- április 11. – Tomb Raider: Legend (PC, PS2, Xbox, Xbox 360)
- április 11. – Battlefield 2: Modern Combat (Xbox 360)
- április 13. – Auto Assault (PC)
- április 17. – Brain Age: Train Your Brain in Minutes a Day (DS)
- április 18. – Dreamfall: The Longest Journey (PC, Xbox)
- április 18. – Final Fantasy XI (Xbox 360)
- április 18. – Final Fantasy XI: Treasures of Aht Urhgan (PC, PS2)
- április 20. – Mother 3 (GBA)
- április 24. – Black & White 2 – Battle of the Gods (PC)
- április 25. – OutRun 2006: Coast 2 Coast (Xbox, PS2, PSP)
- április 25. – Lost Magic (DS)
- április 28. – Guild Wars: Factions (PC)
- május 9. – Rise of Nations: Rise of Legends (PC)
- május 10. – SiN Episodes: Emergence (PC)
- május 15. – New Super Mario Bros. (DS)
- május 16. – Heroes of Might and Magic V (PC)
- május 23. ; Tomb Raider: Legend (PSP)
- június 1. – Half-Life 2: Episode One (PC)
- június 6. – Battlefield 2: Armored Fury (PC)
- június 12. – Rise and Fall: Civilizations at War (PC)
- június 26. – Titan Quest (PC)
- július 3. ; The Godfather (PSP, Xbox 360)
- július 5. ; The Lord of the Rings: The Battle for Middle-earth II (Xbox 360)
- július 10. – Prey (PC, Xbox 360)
- július 11. – Super Monkey Ball Adventure (GC)
- július 28. – CivCity: Rome (PC)
- július 24. – Civilization IV: Warlords (PC)
- szeptember 12. – Lego Star Wars II: The Original Trilogy (DS, GC, PC, PS2, PSP, Xbox, Xbox 360)
- szeptember 15. – call of juarez (pc);
- szeptember 19. – Okami (PS2)
- szeptember 21. – Company of Heroes (PC)
- szeptember 26. – Caesar IV (PC)
- szeptember – Just Cause (PC)
- október 17. – Age of Empires III: The War Chiefs (PC)
- október 17. – Battlefield 2142 (PC)
- október 24. – F.E.A.R. Extraction Point (PC)
- október 26. – Anno 1701 (PC)
- október 31. ; Final Fantasy XII (Egyesült Államok)
- október 31. – Neverwinter Nights 2 (PC)
- október 31. – Need For Speed: Carbon (PC)
- november 7. – Gears of War (Xbox 360)
- november 10. – Tom Clancy’s Splinter Cell: Double Agent (PC, Xbox)
- november 13. – Armed Assault (PC)
- november 13. – Medieval II: Total War (PC)
- november 14. ; Tomb Raider: Legend (DS)
- november 17. – Tony Hawk's Project 8 (PS2, PS3, PSP, Xbox, Xbox 360)
- november 19. ; The Legend of Zelda: Twilight Princess (Wii)
- november 29. – Garry's Mod Steam megjelenés
- december 8. – 18 Wheels of Steel: Haulin’ (PC)
- december 8. – Star Trek: Legacy (PC)
- december 13. – The Legend of Zelda: Twilight Princess (GC)

## Tervezett megjelenések
- III. negyedév – Enemy Territory: Quake Wars (PC)
- III. negyedév – Huxley (PC, Xbox 360)
- Október – Hellgate: London (PC)
- Október 2. – Mortal Kombat: Armageddon (PS2, Xbox)
- IV. negyedév – Crysis (PC)
- IV. negyedév – F.E.A.R. (Xbox 360)
- IV. negyedév – Nintendo Wii
- IV. negyedév – Sonic the Hedgehog (PS3, Xbox 360)
- IV. negyedév – The Lord of the Rings Online: Shadows of Angmar (PC)
- IV. negyedév – Tomb Raider: Legend (GBA, GC)
- IV. negyedév – Unreal Tournament 2007 (PC, PS3, Xbox 360)
- IV. negyedév – Warhammer 40,000: Dawn of War – Dark Crusade (PC)
- IV. negyedév – Warhammer: Mark of Chaos (PC)
- Ismeretlen dátum – Red Steel (Wii)
- Ismeretlen dátum – Tekken 6 (PS3)